# Extension du cimetière communal de Humbercamps
Le Humbercamps Communal Cemetery Extension  est un cimetière militaire de la Première Guerre mondiale, situé sur le territoire de la commune d' Humbercamps, dans le département du Pas-de-Calais, au sud-ouest d'Arras.

## Localisation
Ce cimetière jouxte le cimetière communal, au nord du village, rue Notre-Dame.

## Histoire

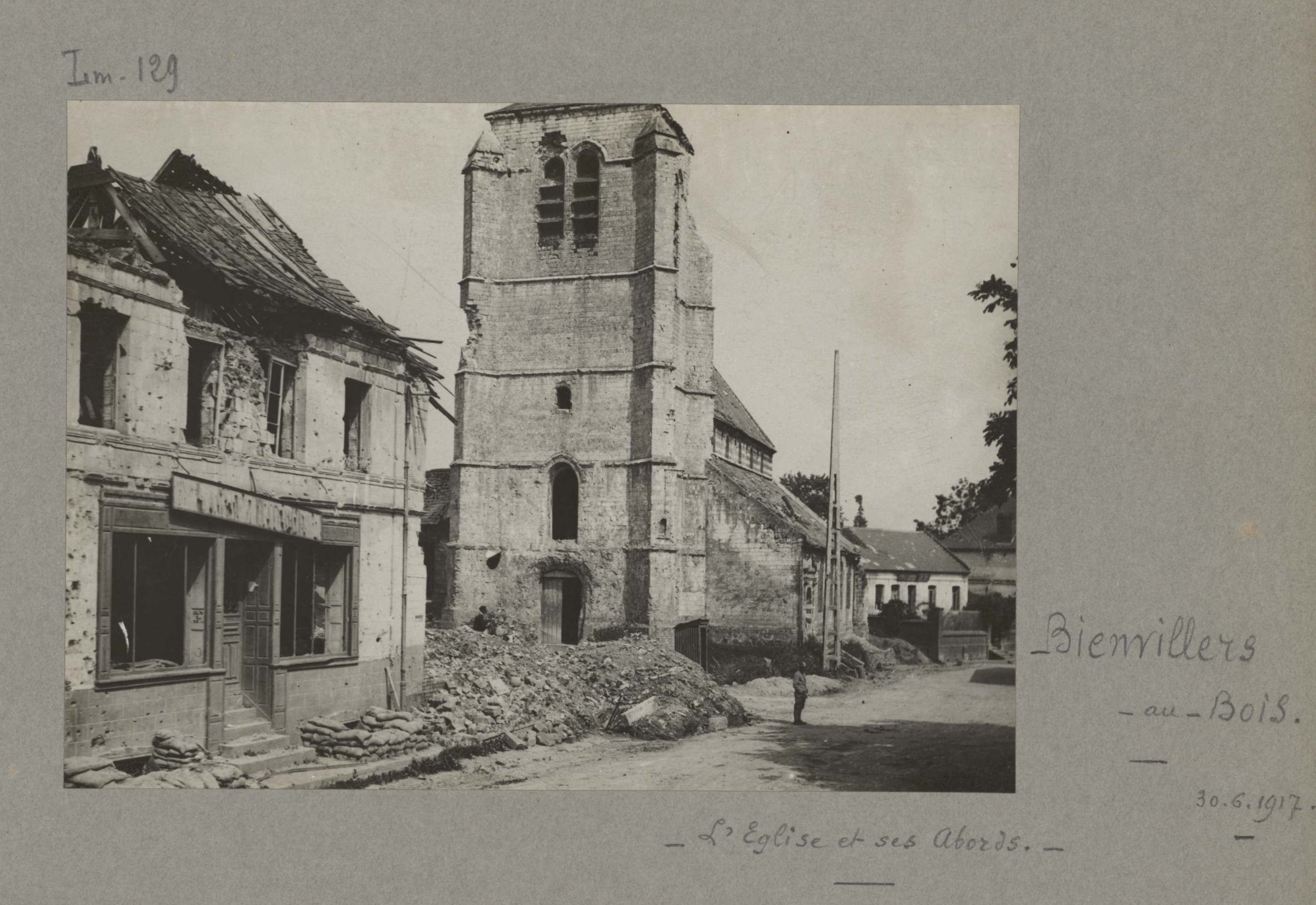
Ruines du village de Bienvillers-au-Bois en juin 1917.

Contrairement à Bienvillers-au-Bois dont on voit une photo des ruines en 1917, le village est resté à l'arrière de la ligne de front tout au long de la guerre et a donc subi peu de dégâts. Des hôpitaux de campagne étaient donc implantés dans le secteur pour recueillir et soigner les blessés. Ceux qui succombèrent à leurs blessures furent inhumés dans ce lieu  de septembre 1915 à février 1917 et pour 6 d'entre-eux en mars 1918. Il y a 79 soldats britanniques inhumés dans ce cimetière
.

## Caractéristiques
Ce  cimetière a un plan quasi rectangulaire de 25 m sur 22.

Il est entouré d'une haie d'arbustes.

## Galerie

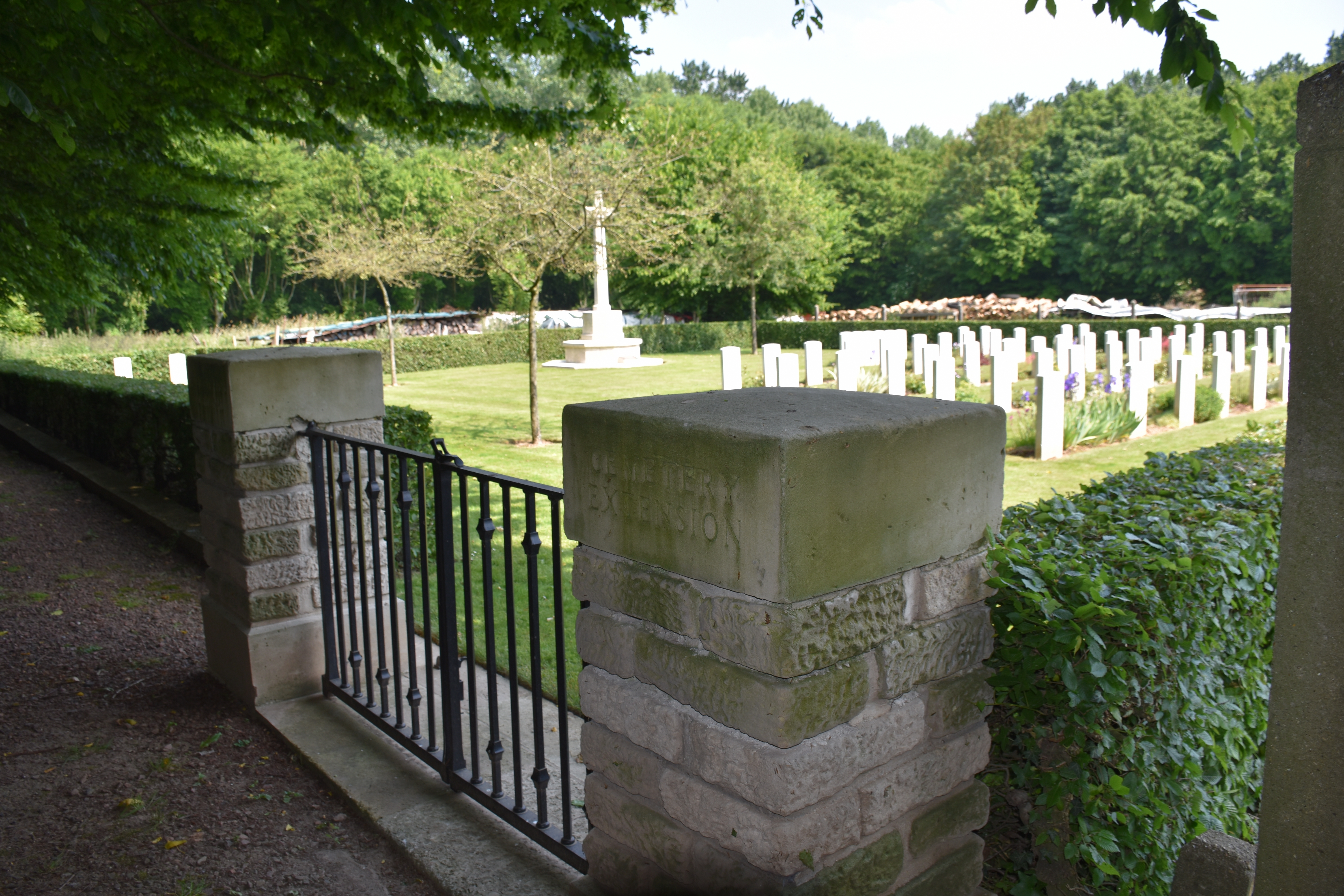
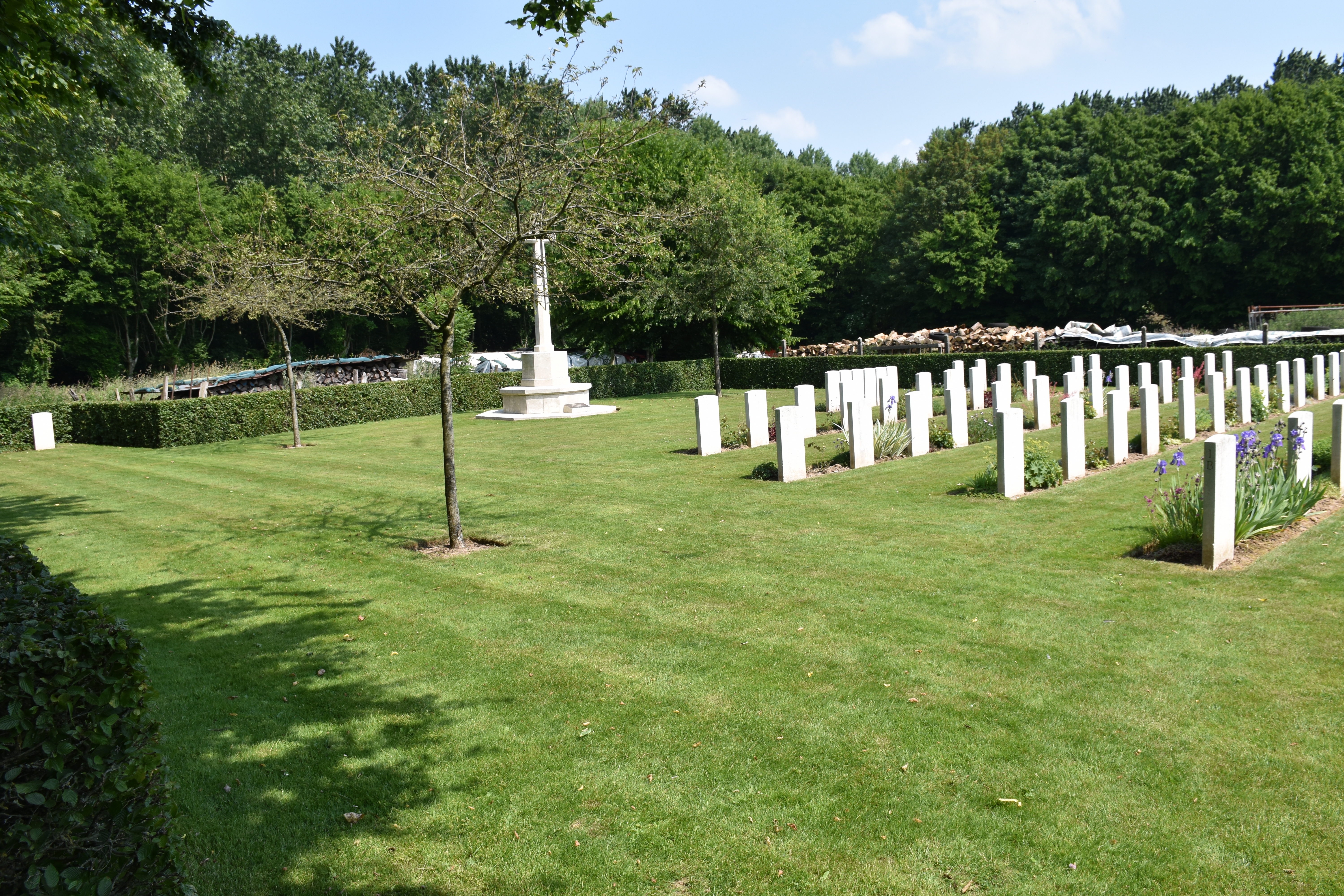
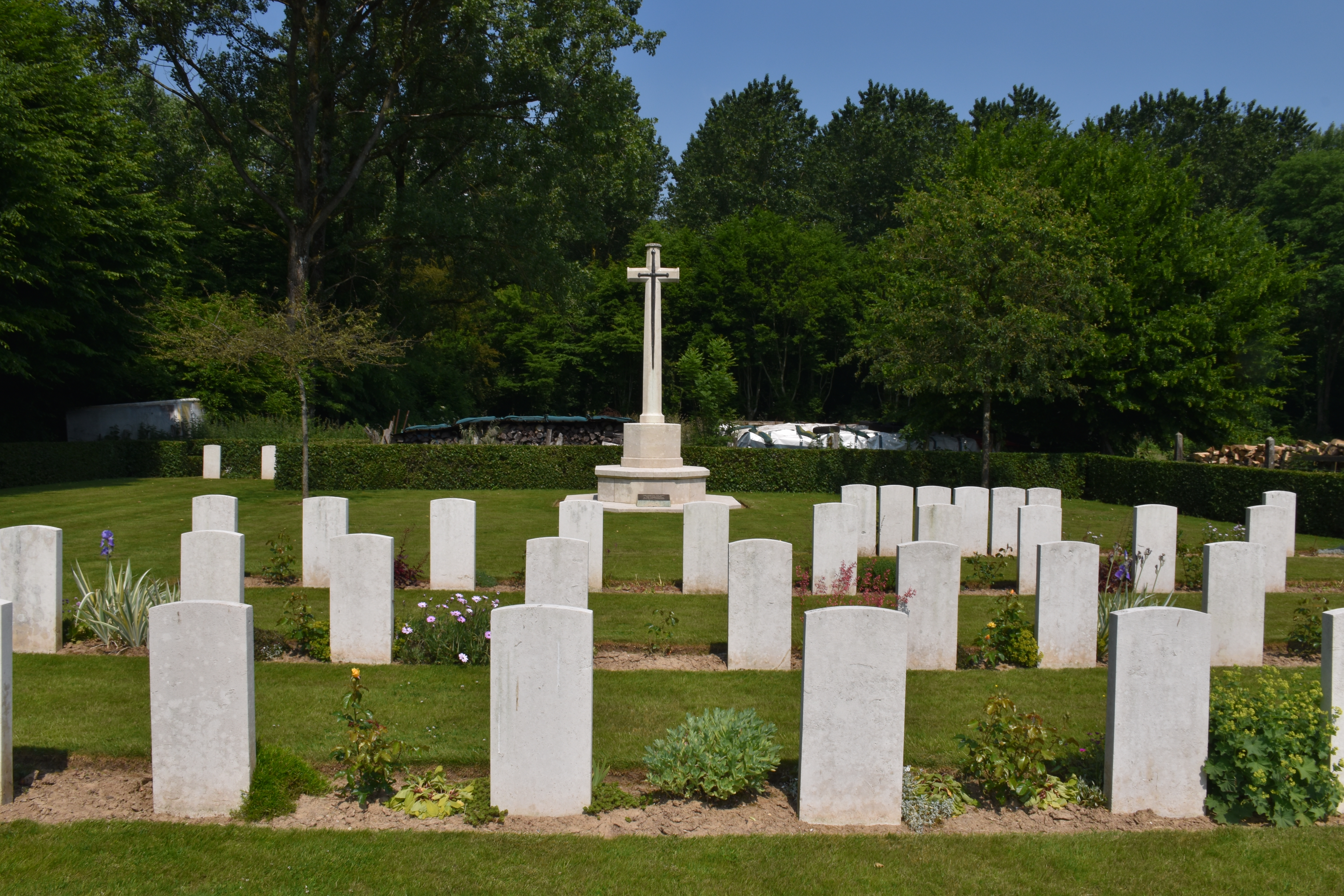
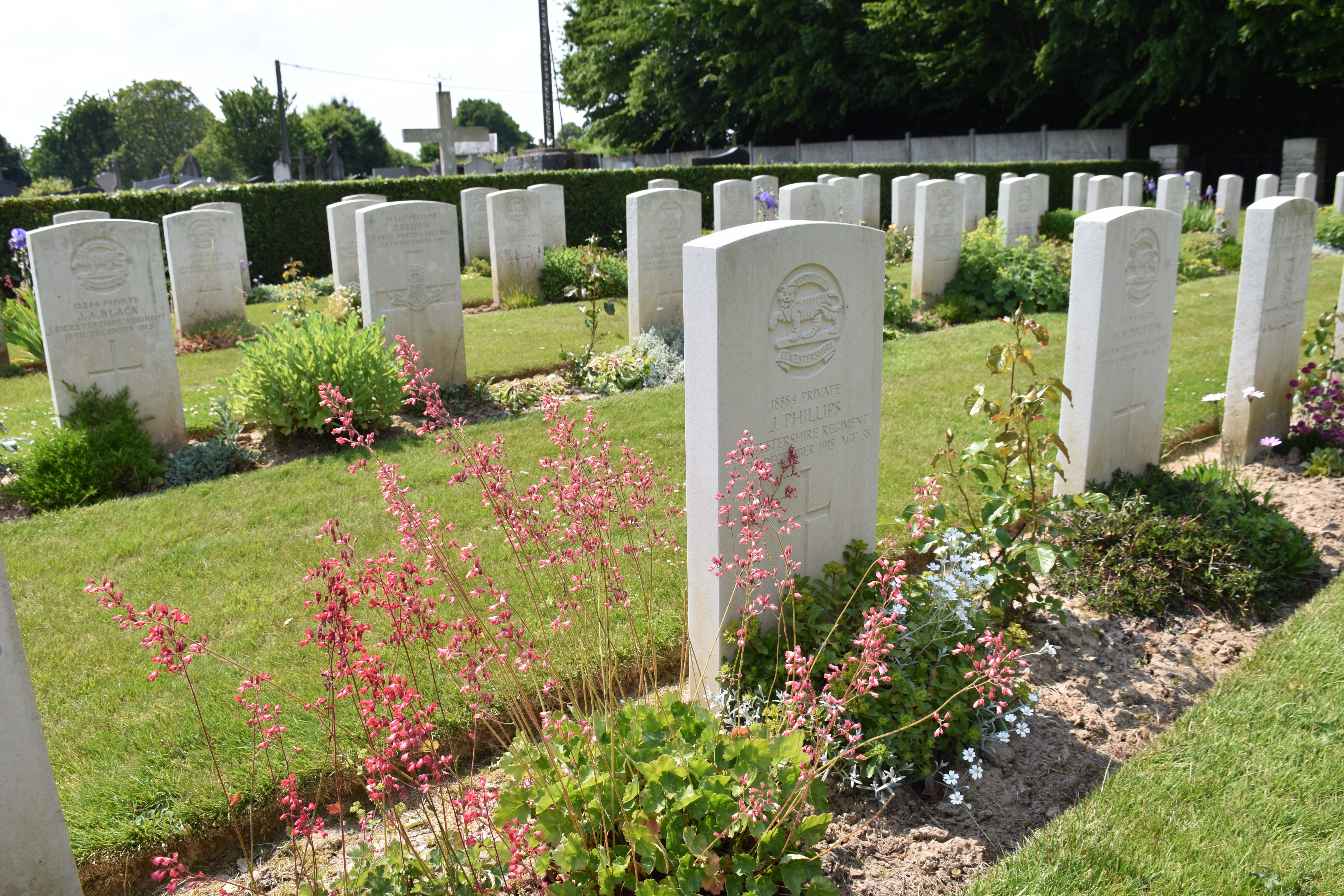
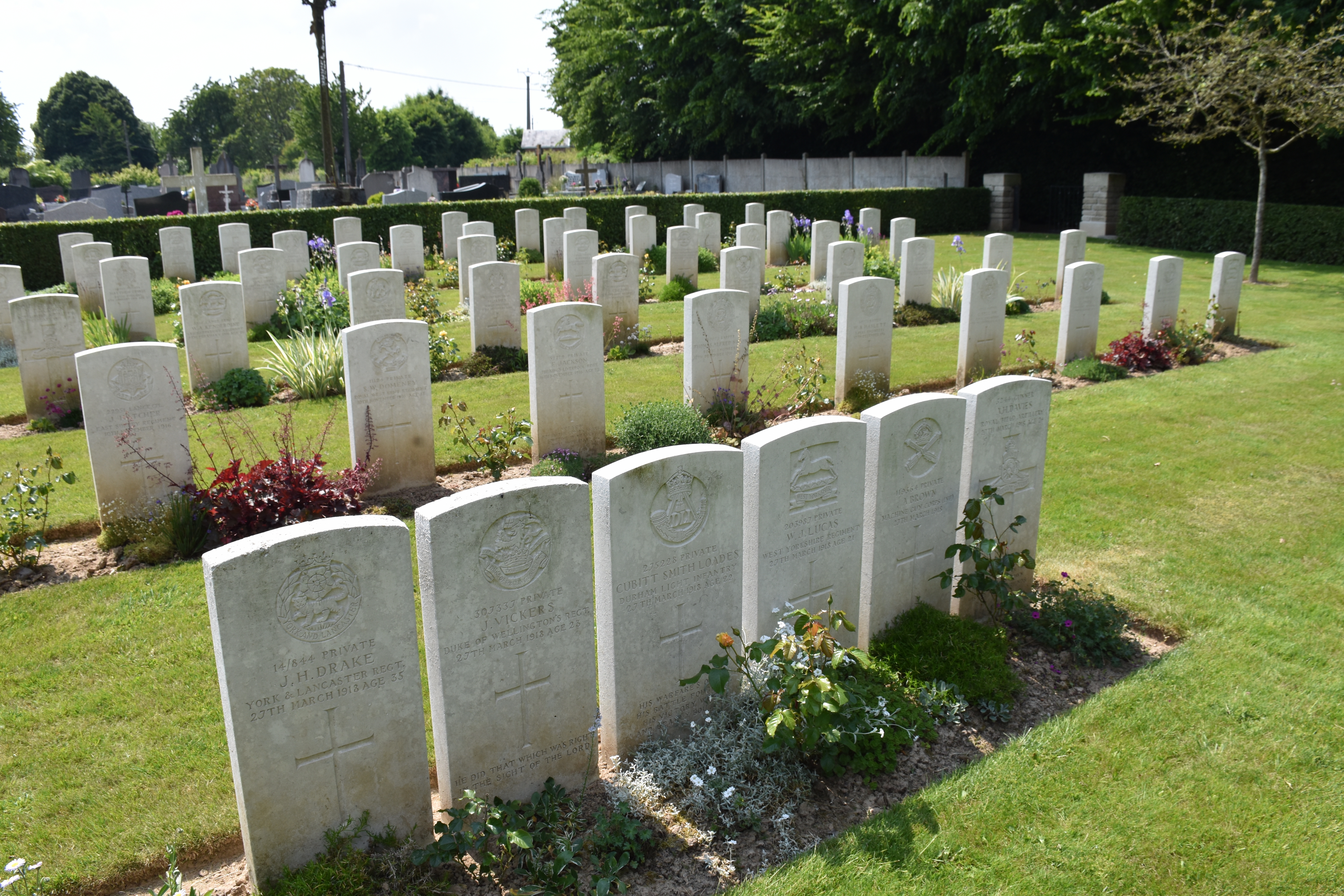
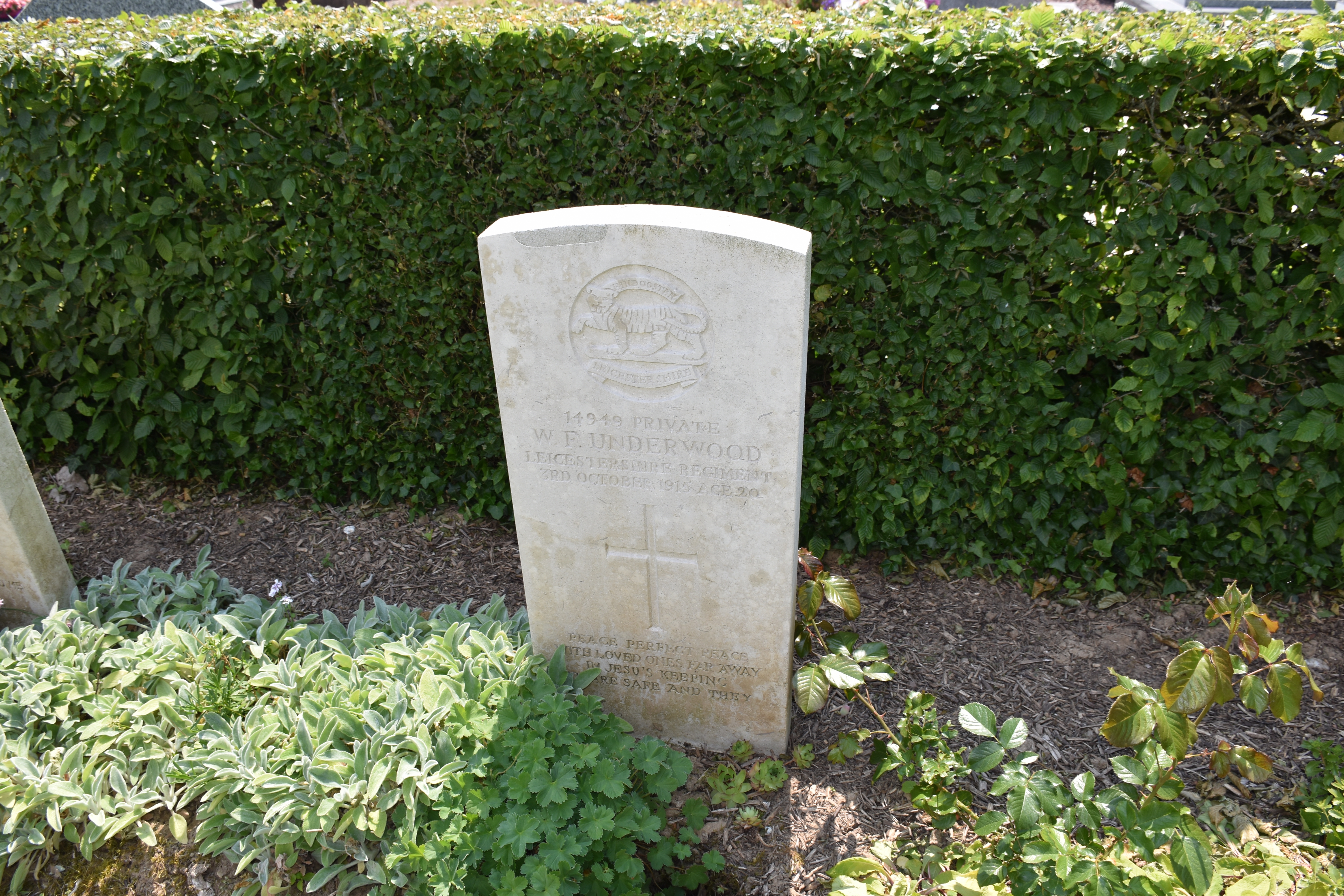

## Sépultures
| Pays        | Sépultures |
| ----------- | ---------- |
| Royaume-Uni | 79         |